# Maroseperjes

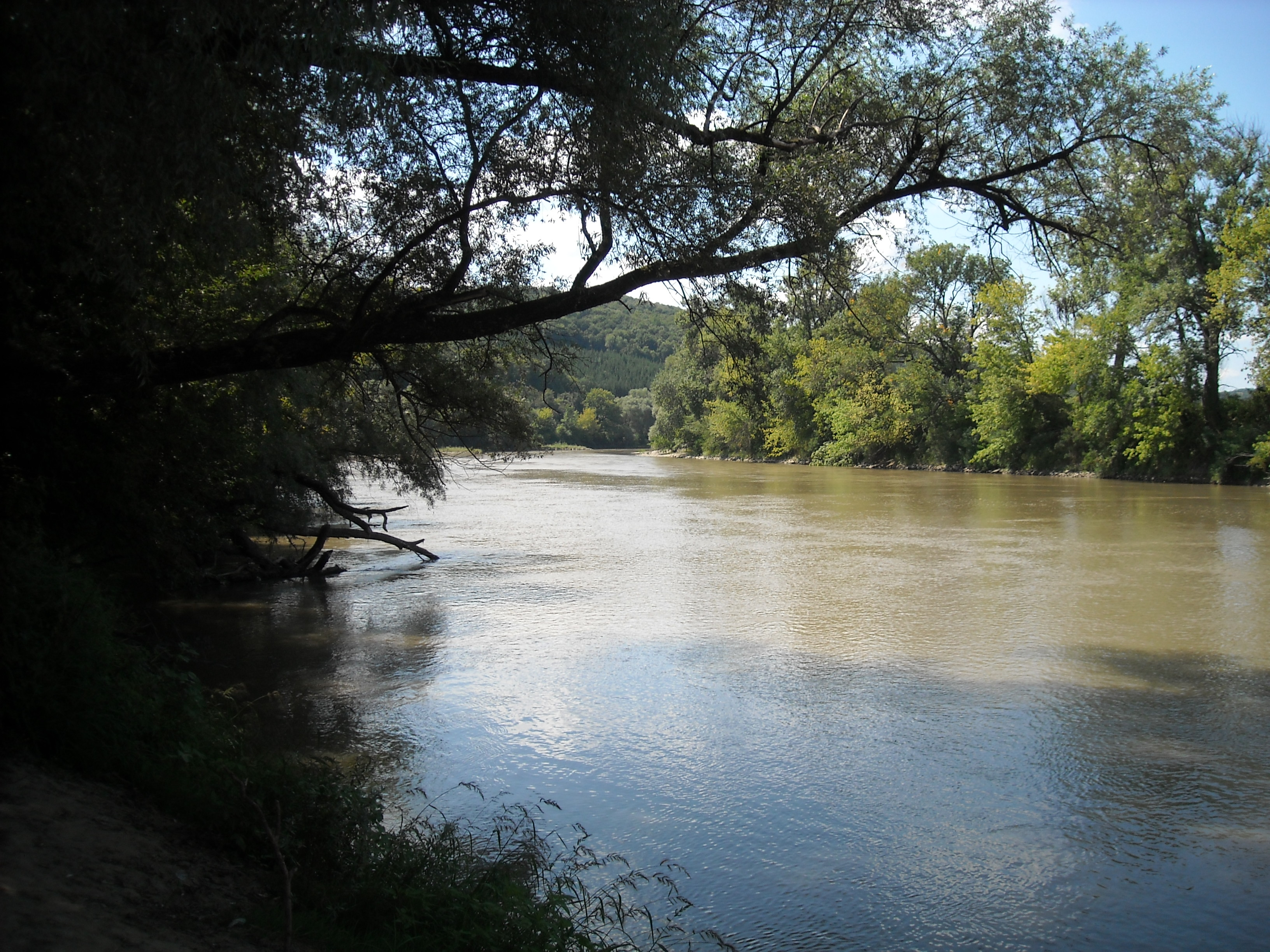
A Maros a falu és Marosaszó között

Maroseperjes, 1910-ig Kelmák (románul: Chelmac) falu és mellette várrom Romániában, a Bánátban, Arad megyében.

## Fekvése
Lippától 18 kilométerre keletre, a Maros bal partján fekszik. 2009-ben mind Marosaszó, mind Belotinc felől aszfaltozatlan úton volt megközelíthető. A községközponttal komp kötötte össze.

## Története
Területét a 15. században a Patócsi család birtokolta. 1511-ből való az első említés váráról, amely ekkor még a Patócsiaké volt. 1551-ben Szokoli Mehmed nagyvezír szállta meg. Miután 1595-ben Borbély György karánsebesi bán elfoglalta Facsádot, török helyőrsége harc nélkül feladta és Lippára húzódott. 1602-ben Basta katonái szálltak meg benne. 1607-ben javításra szorult. 1616-ban a törökök a környékkel együtt visszafoglalták, és 1626-ban állítólag száz lovasból és ugyanannyi gyalogosból álló helyőrséget tartottak benne. Marsigli 1697-es térképén háromszög alakú alaprajzzal szerepelt.
Kelmák falu (1717-ben Chelmac, 1723–25-ben Kelnak) a 17. század végén vagy a 18. század elején jött létre. Lakói a helyi hagyomány szerint Gorj megyéből érkeztek. A falu először közvetlenül a Maros partjára települt és később az áradások miatt húzódott délebbre. 1717-ben húsz házból állt. Miután kőtemplomot építettek maguknak, korábbi fatemplomát lakói eladták Tisza falunak és tutajon szállították fel a Maroson. 1845-ig a kincstár, akkortól Latour későbbi hadügyminiszter birtokolta. A 20. század elején legnagyobb birtokosa Ștefan Cicio-Pop volt. Akkor Temes vármegyéhez tartozott.

## Népessége
- 1880-ban 1187 lakosából 1144 volt román nemzetiségű; 1178 ortodox vallású.
- 2002-ben 380 lakosából 375 volt román nemzetiségű; 323 ortodox és 55 pünkösdi vallású.

## Nevezetességek
- A Maros árterén, egy hektáros területen állnak az egykori vár egy–négy méter magas, 320 cm széles, növényzettel erősen benőtt falai, védősáncokkal. A várat a történetírói hagyomány a korábbi kolostorral vélte azonosnak, a 2004-ben folytatott ásatások azonban tisztázták, hogy a vár a 14–15. században épült és nem folytatása a bencés apátságnak. Utóbbi maradványait egy kilométerre délre, a falu belterületén azonosították, területét nagyrészt házak borítják.
- Mai ortodox temploma 1810-ben épült. Korábbi fatemplomából megőrizték a királykaput és egy 1746-ban készült Istenanya-ikont.

## Híres emberek
- Itt született 1945-ben Petru Dugulescu baptista lelkész, a Tőkés László elmozdítása ellen tiltakozó 1989-es temesvári tüntetés egyik szervezője, később a Kereszténydemokrata Nemzeti Parasztpárt parlamenti képviselője.

## Képek

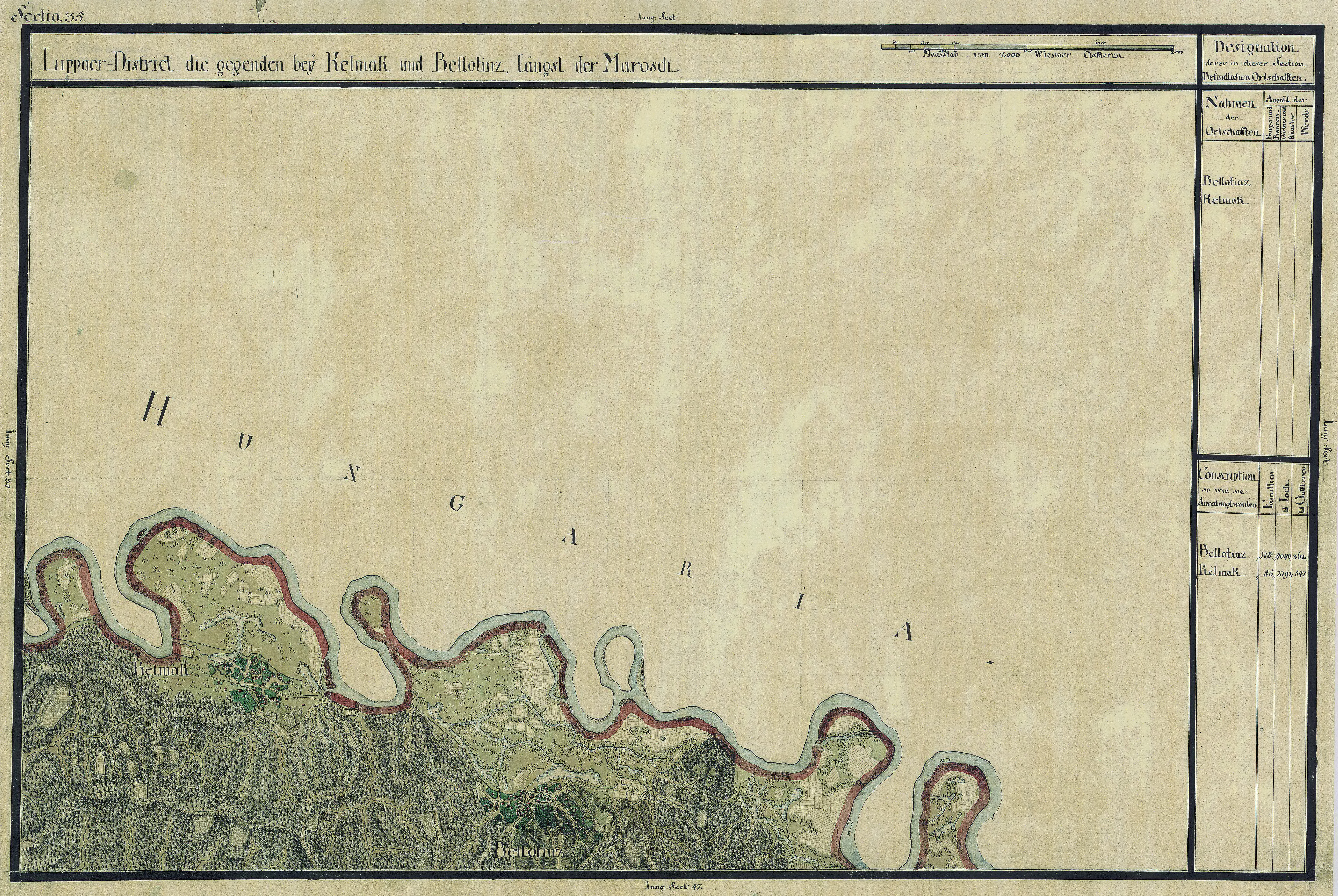
Maroseperjes környéke 1770 körül
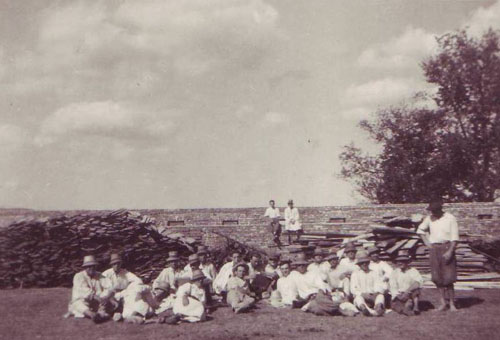
Pihenő az állami gazdaságban, 1952-ben